# (34178) Sarahmarie
2000 QM41 (asteroide 34178) é um asteroide da cintura principal. Possui uma excentricidade de 0.01042430 e uma inclinação de 5.68128º.
Este asteroide foi descoberto no dia 24 de agosto de 2000 por LINEAR em Socorro.